# РК Динамо Панчево
Рукометни клуб Динамо Панчево је основан 26. септембра 1948. године, а као оснивачи клуба бележе се Марган Богдан, Дејановић Владимир, Јованчић Бранислав и Ђулизибарић Ђуза.
Већ у првој деценији постојања, 1955. и 1957. године, РК ДИНАМО је постао првак Југославије у великом рукомету.
Вицешампион државе РК Динамо је био три пута (1970. 1982. и 2017. године), у полуфиналу КУП-а СФРЈ играо је осам пута, а финалиста Купа СФРЈ био је 1972. године.
Рукометни клуб Динамо је три пута освојио пехар намењен најбољем у КУП-у Војводине и то 2009, 2013. и 2016. године.
РК Динамо је био и првак Прве лиге, група Север, а то се догодило 2014. након чега се Клуб пласирао у Супер Б рукометну лигу Србије.
У сезони 2015 / 2016 РК ДИНАМО се, као првак СБРЛС пласирао у Суперлигу Србије и одмах, следеће сезоне, постао вицешампион државе.
У сезони 2017 / 2018 РК ДИНАМО је, као други представник Републике Србије, забележио дебитантски наступ у регионалној СЕХА - ГАЗПРОМ лиги.

## Успеси
- Првенство Југославије

Други (2): 1969/70, 1981/82.
Трећи (4): 1953, 1961/62, 1966/67, 1967/68.
- Првенство Југославије у великом рукомету (1948-1958)

Првак (2): 1955, 1957.
Други (2): 1951, 1956.
Трећи (2): 1950, 1954.